# ドラえもんのひみつ道具 (や)
ドラえもんのひみつ道具 (や) では、藤子・F・不二雄の漫画『ドラえもん』、『大長編ドラえもん』(VOL.1〜17)、藤子・F・不二雄のその他の著作に登場するひみつ道具のうち 、読みが「や」で始まるものを列挙する。

## 夜間ふとんの中からおしっこできるホース
夜間ふとんの中からおしっこできるホース（やかんふとんのなかからおしっこできるホース）は、「大きくなってジャイアンをやっつけろ」（てんとう虫コミックス『ドラえもんプラス』2巻に収録）に登場する。
作中ではドラえもんが他の道具と間違えて出したに過ぎず、実際に使用されることはなかった。

## ヤカンレコーダー
ヤカンレコーダーは、「ヤカンレコーダー」（てんとう虫コミックス4巻に収録）に登場する。
やかんを模した録音用の道具。「やかん」の注ぎ口にあたる部分にマイクが付いている。そこに向けられて発せられた言葉はヤカンレコーダーの中に溜まる。蓋を開けるとシャボン玉のような球体が出現し、その球体を割ると、先ほど録音した音声が再生される。

## 役立つもの販売機
役立つもの販売機（やくだつものはんばいき）は、「役立つもの販売機」（藤子・F・不二雄大全集3巻に収録）に登場する。
自動販売機の一種。十円玉を1枚入れると、その入れた人にとって役立つものが出てくる。たとえば手紙を書こうとしている玉子が使えば便箋が出てくる。
本人が特に欲しがっていない物が出てきても、何らかの形で必ず役立つようになっている。たとえばのび太が使用してなぜか女の子向けの人形が出てくると、後でのび太が知り合いの女の子の人形を壊してしまい、代わりに販売機で買った人形を女の子に返す、といった具合になる。
贋金を入れると制裁のような機能が働く。作中ではスネ夫がガムをたくさん買おうと、十円玉の代わりに瓶の蓋を入れたところ、大量のガムのかすが出てきた。ちなみに、先端にガムを付けた棒を投入口に入れるなどして、投入したものを取り出すと、機械から出てきたものは機械の中へ吸い込まれる。
テレビアニメ第2作第1期「役立つもの販売機」（1992年3月6日放送、ビデオソフト未収録）では、十円玉ではなく専用のコインを投入せねばならない仕様になっている。専用コインが必要なため、使用できる回数に制限がある。その際、ドラえもんがのび太に「1枚だけだよ」と専用コインを渡し、のび太がマシンに入れたところ専用コインの山が出てきた。

## やくよけシール
やくよけシールは、「ききめ一番やくよけシール」（てんとう虫コミックス38巻に収録）に登場する。
「厄」という字の上に大きく×印が書かれたシール。これを体に貼っておくと、あらゆる災難から逃れられる。劇中では、このシールを見た玉子が「厄除けなんて信じられない」と疑ったのだが、ドラえもんは「22世紀の科学が作り出したシールだよ」と説明している。
劇中ではドラえもんがシールの実験としてのび太に貼ったところ、のび太がテスト勉強をしていない状態で学校に向かった時、先生がテスト用紙と何も書かれていない紙を間違えて持って来てしまい、テストを受けずに済んでいる。それだけでなく、玉子がのび太を叱ろうとした時は書留が配達され、他の家へ配達する分の手紙を配達員が落としてしまったため届けに向かわざるを得なくなったり、突然雨が降って洗濯物を取り込まなければならなくなるなど、のび太を叱れない状況に追い込まれている。更には、ドラえもんがわざとジャイアンを怒らせてのび太を追いかけさせた時は、スネ夫が乗っていたスケートボードに偶然ジャイアンが乗ってしまい遠くへ滑って行ってしまったり、のび太を殴ろうとした時は偶然にも作業員が落としたヘルメットがのび太の頭に被さり、彼の頭を殴ったジャイアンの方が手を痛めて逃げ出してしまっている（のび太はヘルメットのおかげで怪我をせずに済んでいる）。
また、登山に行こうとしたのび助が安全のために貼ったところ、家を出た直後に腹痛に襲われてしまったのだが、実は山の天気が大荒れで登山出来る状況ではなく、ドラえもんは「（わざと腹痛を起こして家に留まらせることで）シールが守ってくれた」と述べている。
「ヒラリマント」など、危険から身を守る道具は他にも存在するが、体に貼っておくだけで、特に何もしなくともあらゆる災難を自動的に防いでくれる「やくよけシール」は、その系統の道具の中でも究極と言える。

## ヤジウマアンテナ
ヤジウマアンテナは、「ヤジウマアンテナ」（てんとう虫コミックス34巻に収録）に登場する。
事件や事故が起こることを探知し、前もって知ることができる機械。距離と時間を指定すると、指定時間内・指定距離内で起きる事柄を探知し、機械についている馬型のアンテナが起こる場所を差し、「ピピピ」と音が鳴って知らせる。事件・事故の規模は、音の大きさでその度合いがわかる。

## 矢印探知機
矢印探知機（やじるしたんちき）は、「ペタリ甲板」（藤子不二雄ランド34巻に収録、『ぼく、ドラえもん』13号附録冊子に再録）に登場する。
アナログのストップウオッチを模したような道具。矢印が飛び出ている。作中ではイルカを探すために使用していたが、イルカ以外に対応しているかは不明。
上述の道具名は、テレビアニメ第2作第1期「ペタリ甲板」（1990年8月17日放送、ビデオ「ドラえもん テレビ版スペシャル特大号」夏の巻2、およびDVD「ドラえもん コレクション・スペシャル」夏の2に収録）における設定であり、原作漫画における正式名称は不明。

## 野生ペット小屋
野生ペット小屋（やせいペットごや）は、「野生ペット小屋」（てんとう虫コミックス30巻に収録）に登場する。
アフリカなどに住む野生動物を、現地に住まわせたままでペットとして飼うことのできる道具。犬小屋を模したような形をしており、スイッチを入れると「どこでもドア」と同じ要領で野生動物の居住地へ通じる。ダイヤルを調節すれば場所をずらして好きな動物を選べる。好きな動物が見つかったら、小屋から出た後でダイヤルをロックしておけば、その動物が現地でどこへ行っても、小屋をくぐればその動物のもとへ行くことができる。これによって、その動物を本来の居住地から引き離すことなく、さらに自宅に動物を住まわせるための施設を用意することなく、動物を飼うことができる。

## ヤセール
ヤセールは、「腹ぺこのつらさ知ってるかい」（てんとう虫コミックス44巻に収録）に登場する。
粒状の薬品タイプの道具。一粒摂取すると一食のご飯を食べることができなくなる。食べられなくなるといっても、偶然の重なりによって食べることができなくなる状況が作られるだけのことである。ドラえもんは「太りすぎて食事を減らしたい人の薬」と説明している。味は「うまい」とのび太が言っている。ただし「タイムマシン」などで、薬の効果の期間外の世界に行けば食べ物を摂取できる。

## やどり木
やどり木（やどりぎ）は、「やどり木で楽しく家出」（てんとう虫コミックス31巻に収録）に登場する。
無銭旅行などに使う道具。試験管に苗木が入っており、これをどこかの家屋の前に植えると、その家に勝手にあがりこみ、文句一つ言われずに泊り込むことができる。ドラえもんが「四次元ポケット」から出した道具ではなく、未来デパートから誤配送されたもの。
名前の由来は、寄生植物であるヤドリギから。

## 山びこ山
山びこ山（やまびこやま）は、「山びこ山」（藤子・F・不二雄大全集5巻に収録）、「ま夜中に山びこ山が!」（てんとう虫コミックス35巻に収録）、『ドラえもん のび太と鉄人兵団』に登場する。
山を模した置物型の道具。これに向かって言葉を発すると一定時間後に「山彦」となって帰ってくる。言葉が帰ってくるまでの時間は、1秒間から24時間までの間で調節できる。たとえば就寝前に「起きろ」と録音しておき、起床時刻にあわせて山彦を返すよう設定すれば、目覚まし時計のように使うこともできる。取り消しスイッチもついている。山彦は一度に複数個登録できる。
この道具の初登場作品「山びこ山」にて登場した際は、吹き込んだ音声だけでなく過去の音声を自由に聞くことができたが、この機能はその後の作品には登場しない。
改良型山びこ山
『ドラえもん のび太と鉄人兵団』に登場する。音だけでなく熱や光も跳ね返す。これは宇宙からロボット軍団が攻めてきた際、熱線攻撃に対して自動的に反撃を加えるために使用された。

## ヤメサセロボット
ヤメサセロボットは、「ヤメサセロボット」（『小学二年生』1982年12月号掲載、単行本未収録）に登場する。
何かをやめる決心をしたとき、このロボットに向かってその決心を言うと、その者が決心を破ろうとするたび、ロボットが右手のハンマーでその者を激しく叩いて制裁を加える。
かなり融通の利かない道具で、たとえば勉強を済ますまで居眠りしないと決心すれば、目を閉じて考えているだけで眠っていると見なされたり、空腹で腹の虫の鳴った音をいびきと誤解されて制裁を受けてしまう。おまけに決心を貫かせるため、一度ロボットを起動させると停止させることができない仕組みになっている。ただし、他の誰かが何かをやめたがっていることを聞くと、ロボットはその者の方へ行くので、制裁から逃れることができる。

## ヤメラレン
ヤメラレンは、「ジャイアンリサイタルを楽しむ方法」（てんとう虫コミックス24巻に収録）に登場する。
人をあるものの中毒（現在でいうところの依存症）にしてしまう薬。何かをしながらこれを飲むと、そのとき行なっていることが中毒症状になり、やめられなくなる。
「なぜそんなものがあるのか」と、素朴な疑問を発したくなる代物であり、実際のび太もそう言っているが、本来は嫌いな物、苦手な物を克服するための道具。また、のび太は「やめさせたい中毒（喫煙）と同時にできないこと（ガムを噛む）の中毒にさせる」ことで、父に禁煙させる使用法を思いついている。
ただし、効き目があり過ぎるようで、中毒になった物に逢えなくなると、頭がボーッとしたりイライラしたりといった禁断症状が起きてしまう。作中ではドラえもんとのび太がジャイアンの歌を好きになるために使用したものの、2人が歌を聞きたくてしつこくジャイアンに迫り、ジャイアンが逃げ回るほどにまでなってしまった。
『ドラえもん最新ひみつ道具大事典』では、ドラえもんが何もしていない状態でこのヤメラレンを飲んだところ、ヤメラレンを飲むことをやめられなくなってしまっている（ただし原作漫画には、そのような設定及び描写は存在しない）。

## ヤリトゲ
ヤリトゲは、「のび太が消えちゃう?」（てんとう虫コミックス43巻に収録）に登場する。
物事の決断に迷っている人にこのトゲを刺すと、その名の通り、なにがなんでもその物事をやり遂げようとする。効果は絶大で、どんな障害があろうとも、誰が妨害しようとも、どんなことがあろうとも決して止めることはできない。
もっとも本人が何を迷っているかはわからないので、決断の結果「ヤリトゲ」を使った側が思ったような結果になるとは限らない。作中ではドラえもんとのび太が「タイムマシン」で結婚前ののび助の元へ行き、画家の道へ進むことを決断させたつもりが、実際にはのび助の決断は画家への道の援助を断ることだった。
テレビアニメ第2作第2期「のび太が出会った仮面の女王」（2012年3月2日放送）では「何か命令をしながら相手を刺した場合、相手はその命令を必ずやり遂げる」、「記憶喪失になっている者が、記憶を取り戻そうとしている時に刺した場合、記憶を取り戻すことをやり遂げるという形で記憶が蘇る」という設定が追加されている（ただし原作漫画には、そのような設定及び描写は存在しない）。